# Dwergparelmoervlinder
De dwergparelmoervlinder (Melitaea asteria) is een vlinder uit de familie Nymphalidae (aurelia's). De wetenschappelijke naam van de soort werd gepubliceerd in 1828 door  Christian Friedrich Freyer.
De soort komt voor in Europa.
1. ↑  (en) Dwergparelmoervlinder op de IUCN Red List of Threatened Species.